# Drahany
Drahany (niem. Drahan) – miasteczko w Czechach, w powiecie Prościejów, w kraju ołomunieckim. Według danych z dnia 1 stycznia 2012 liczyło 533 mieszkańców.
Status miasteczka odzyskano w 2006 roku.